# تسجيلات وارنر بروس
شركة تسجيلات وارنر بروس (Warner Bros. Records Inc.) هي شركة تسجيل أمريكية رئيسية تأسست في عام 1958 كعلامة أساسية لمجموعة وورنر ميوزيك الحالية (WMG) وتعمل الآن كشركة تابعة مملوكة بالكامل لتلك الشركة.تأسست شركة وارنر بروس في 19 مارس 1958 كقسم موسيقي مسجل في استوديو الأفلام الأمريكي وارنر براذرز.كانت الشركة واحدة من مجموعة من العلامات التي تملكها وتديرها الشركات الكبرى في إنتاج الموسيقى.تطور تسلسل الشركات التي تسيطر على وارنر بروس وعلاماتها من خلال سلسلة معقدة من عمليات الاندماج والشراء للشركات من أوائل الستينيات وحتى أوائل العقد الأول من القرن الحالي. خلال هذه الفترة نمت Warner Bros. Records من لاعب ثانوي يكافح في صناعة الموسيقى لتصبح واحدة من أعلى العلامات تسجيل في العالم.